# Samorząd Regionu Ha-Galil ha-Tachton
Samorząd Regionu Ha-Galil ha-Tachton (hebr. מועצה אזורית הגליל התחתון) – samorząd regionu położony w Dystrykcie Północnym, w Izraelu.
Samorządowi podlegają osady rolnicze położone w Dolnej Galilei.

## Osiedla
Znajdują się tutaj 3 kibuce, 10 moszawów i 4 wioski, w których mieszka ogółem około 9 tys. ludzi.

### Kibuce
| - Bet Keszet - Bet Rimmon | - Lawi |

### Moszawy
| - Arbel - Ha-Zore’im - Ilanijja - Kefar Chittim - Kefar Kisch | - Kefar Zetim - Micpa - Sede Ilan - Szadmot Dewora - Szarona |

### Wioski
| - Giwat Awni - Hodajot - Kadoorie | - Massad - Micpe Netofa |